# Agent Provocateur (группа)
Agent Provocateur — британский коллектив, одни из основателей жанра бигбит, наряду с Prodigy, Chemical Brothers..

## История
Группа была основана в 1994 году композитором Джоном Гослингом и вокалисткой Клео Торрез почти одновременно с брендом нижнего белья Agent Provocateur, основанным их другом Джозефом Корре. Сама группа описывала свое творчество, как «Ритмы Chemical Brothers, скрещенные с декламацией Happy Mondays». Первый сингл 'Kicks' был выпущен в 1994 году, в 1995 году на него выходит клип. в 1997 был выпущен полноформатный альбом 'Where the Wild Things Are'. Главным хитом альбома стала песня Red Tape, которая вошла в саундтрек к кинофильму «Шакал». Трек Agent Dan попал в топ-50 хитов UK чартов после релиза.[https://www.officialcharts.com/artist/33429/agent-provocateur/] В том же году группа распалась из-за конфликта с лейблом.
В 2010-м году группа воссоединилась для трибьют-выступления на 15 годовщину смерти гитариста группы Мэтью Эшмана в La Scala (Лондон) .

## Дискография

###### Студийные альбомы
- Where the Wild Things Are (1997)

#### Синглы
- Kicks/Spinning (1994)
- You’re No Good (1995)
- Red Tape (1995)
- ¡Sabotage! (1996)
- Agent Dan (1997)